# Anders Petersen (håndboldspiller)
 Der er flere personer med dette navn, se Anders Petersen.
Anders Petersen (født 18. januar 1983 i Felsted) er en dansk håndboldmålmand, der pr. 2014/15 spiller for SønderjyskE Håndbold. Pr. juli 2011 har han spillet 21 landskampe for Danmark.